# ماخووینکو
ماخووینکو (به لاتین: Machowinko) یک روستا در لهستان است که در گمینا اوستکا واقع شده‌است. ماخووینکو ۲۸۰ نفر جمعیت دارد.